# أوقستو أمارو
أوقستو أمارو هو لاعب كرة قدم برتغالي، (ولد في البرتغال 1911 – 1968 م). شارك مع منتخب البرتغال لكرة القدم. أما مع النوادي، فقد لعب مع نادي بنفيكا.

## وصلات خارجية
- أوقستو أمارو على موقع قاعدة بيانات كرة القدم.إي يو (الإنجليزية)
- أوقستو أمارو على موقع عالم كرة القدم.نت (الإنجليزية)